# Jezioro Gostomskie
Jezioro Gostomskie – przepływowe jezioro rynnowe w województwie pomorskim, w powiecie kościerskim, w gminie Lipusz, w mezoregionie Bory Tucholskie.
Przez jezioro przepływa rzeka Borowa, łącząc akwen z położonym na wschodzie jeziorem Borowym. Nad zachodnim brzegiem jeziora znajduje się wieś kaszubska Gostomko.